# 深見有正
深見 有正（ふかみ ありまさ）は幕末の薩摩藩士（明治以後は士族）で深見流の剣客。通称の深見 休八の名で知られる。

## 略歴
二の丸稽古所の師範17人の一人。直心影流を学び深見流を開いた深見有安の養子。本家筋の深見龍之進家から分家筋にあたる休八家の養子となり、家督を相続。当初は養父の門人にあたる前田龍五郎の後見を受ける。島津忠義の小姓や二の丸稽古所の剣術師範を勤めた。また、明治5年に明治天皇が鹿児島に行幸した際に剣術を天覧に供したという。
廃藩後に起きた西南戦争に西郷隆盛らの薩軍に参加した。第3大隊10番小隊長として転戦し、熊本県で戦死した。